# Cattleya maxima
Cattleya maxima är en orkidéart som beskrevs av John Lindley. Cattleya maxima ingår i släktet Cattleya och familjen orkidéer. Inga underarter finns listade i Catalogue of Life.

## Bildgalleri

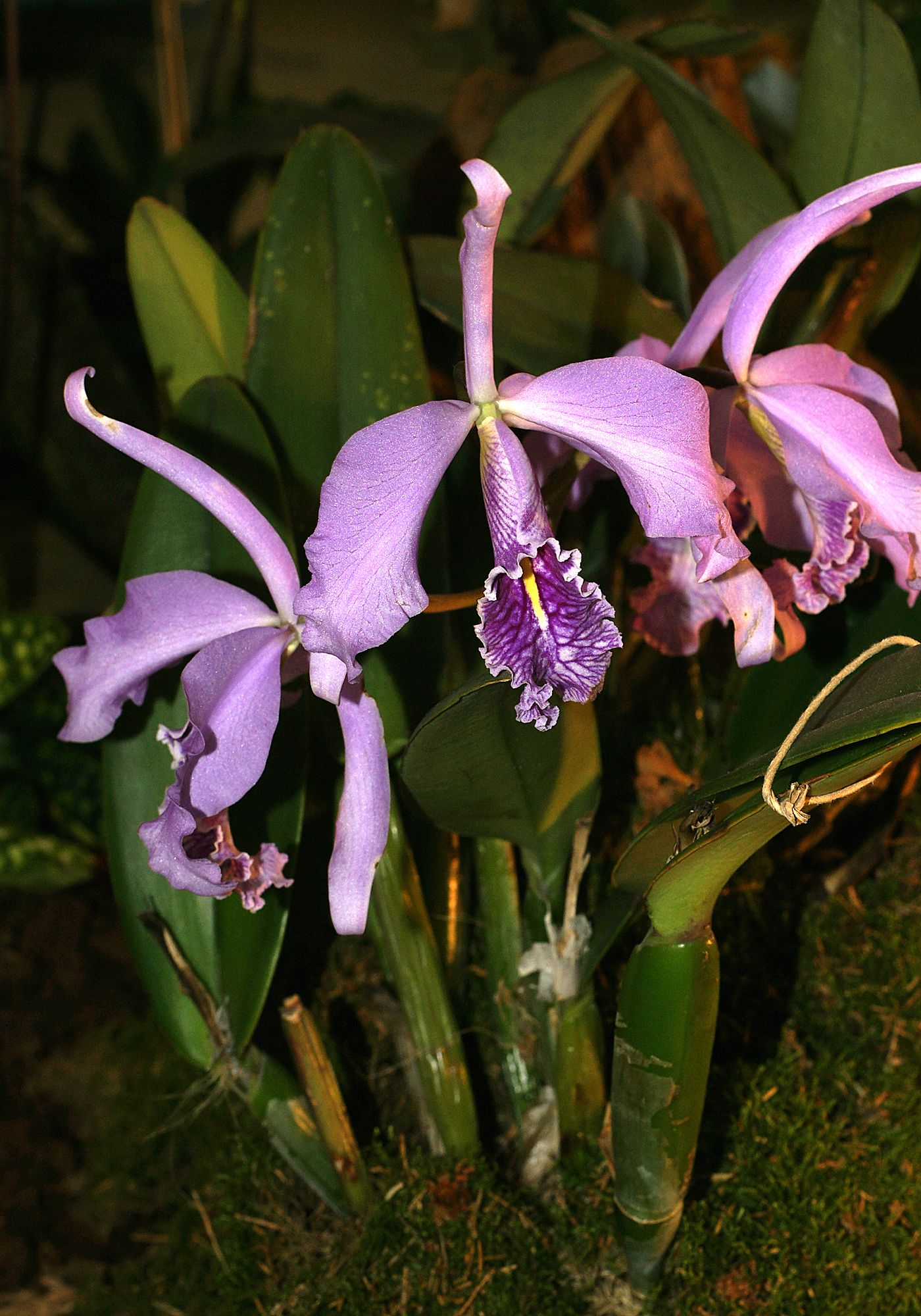
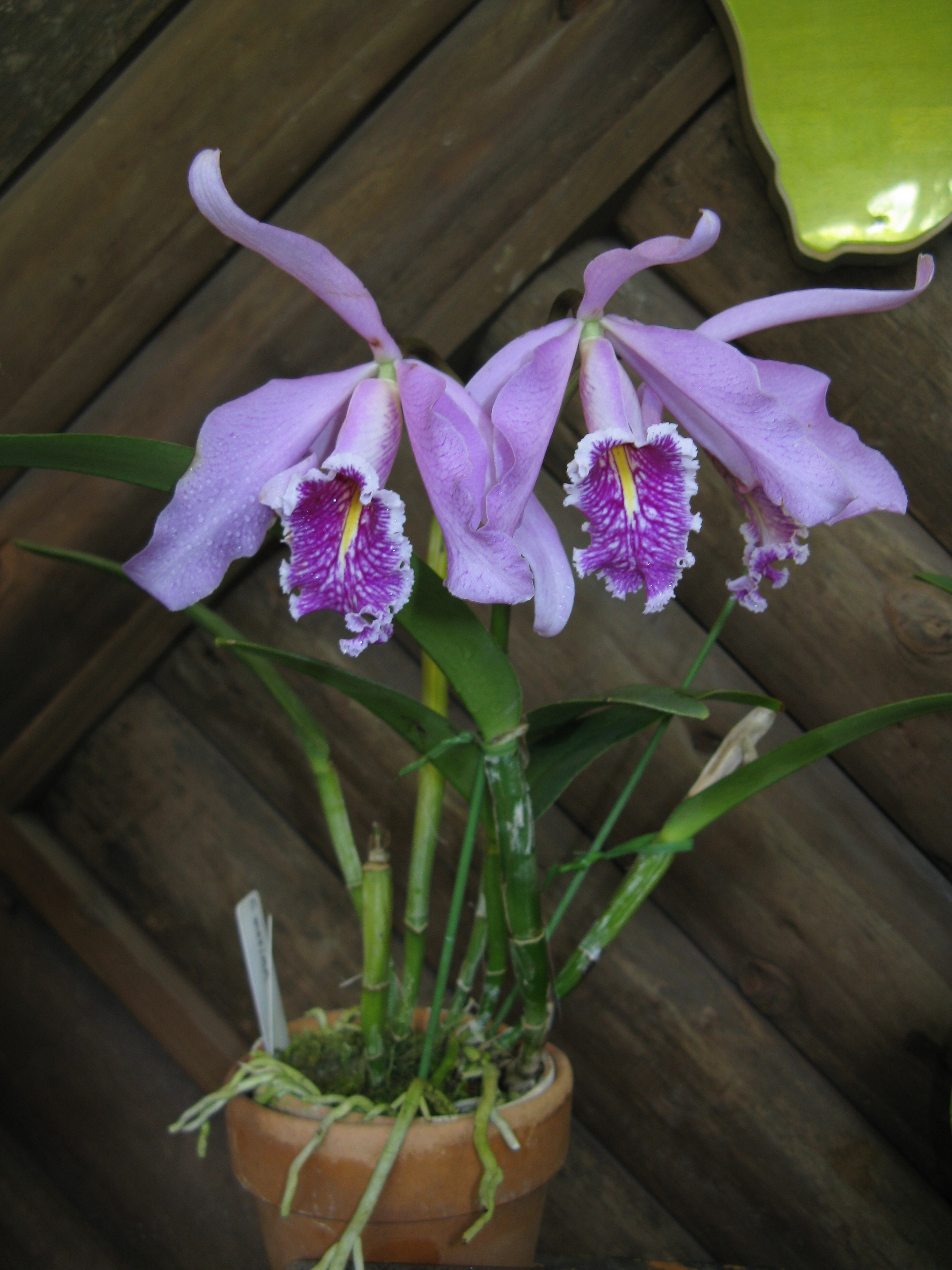
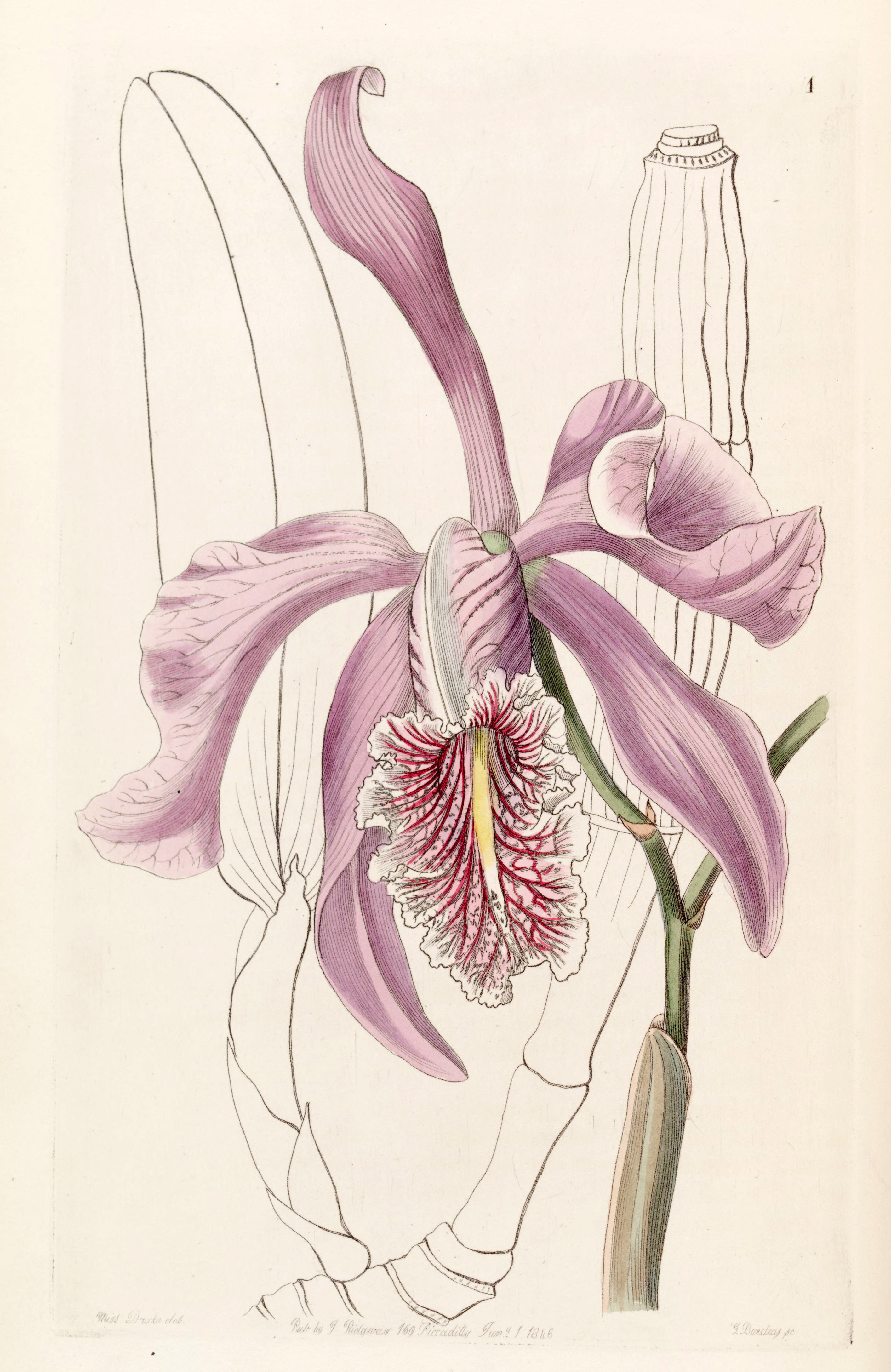
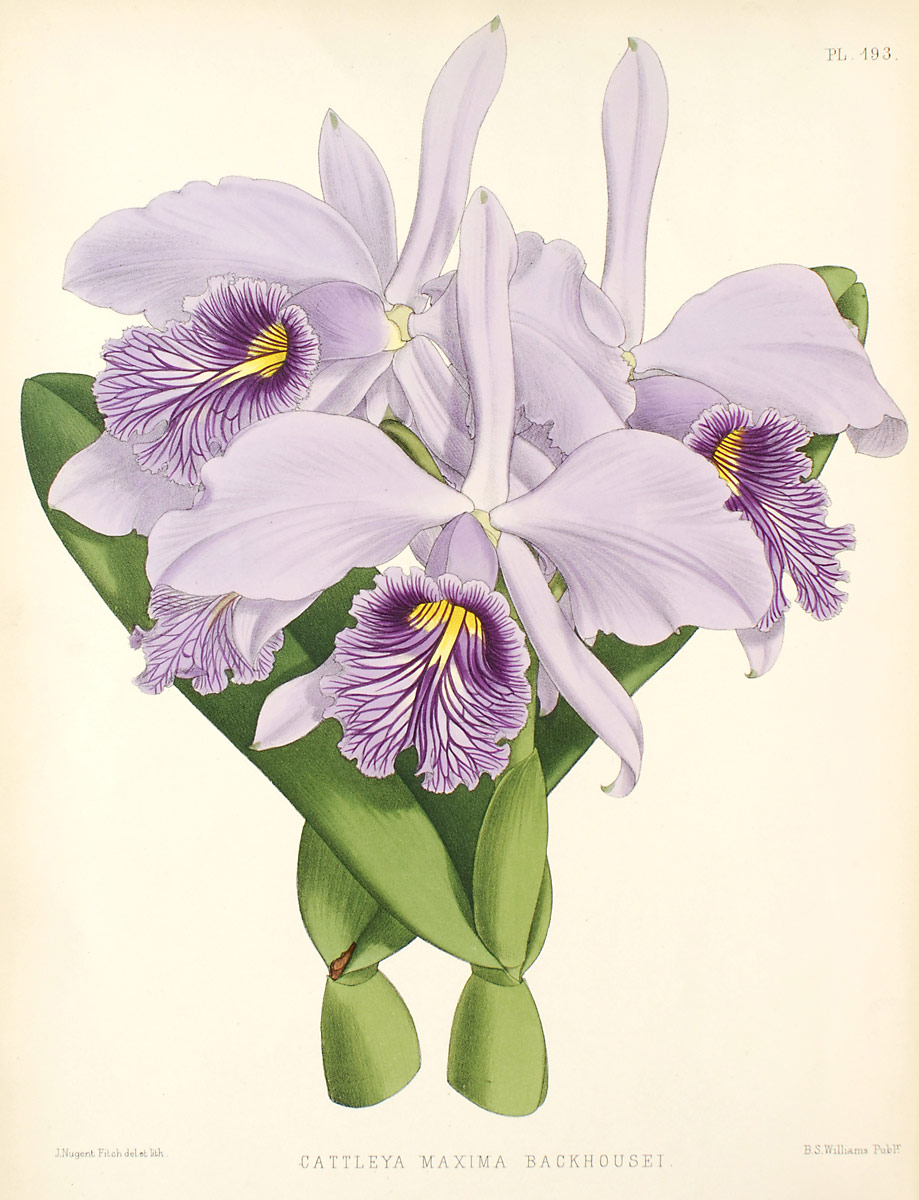
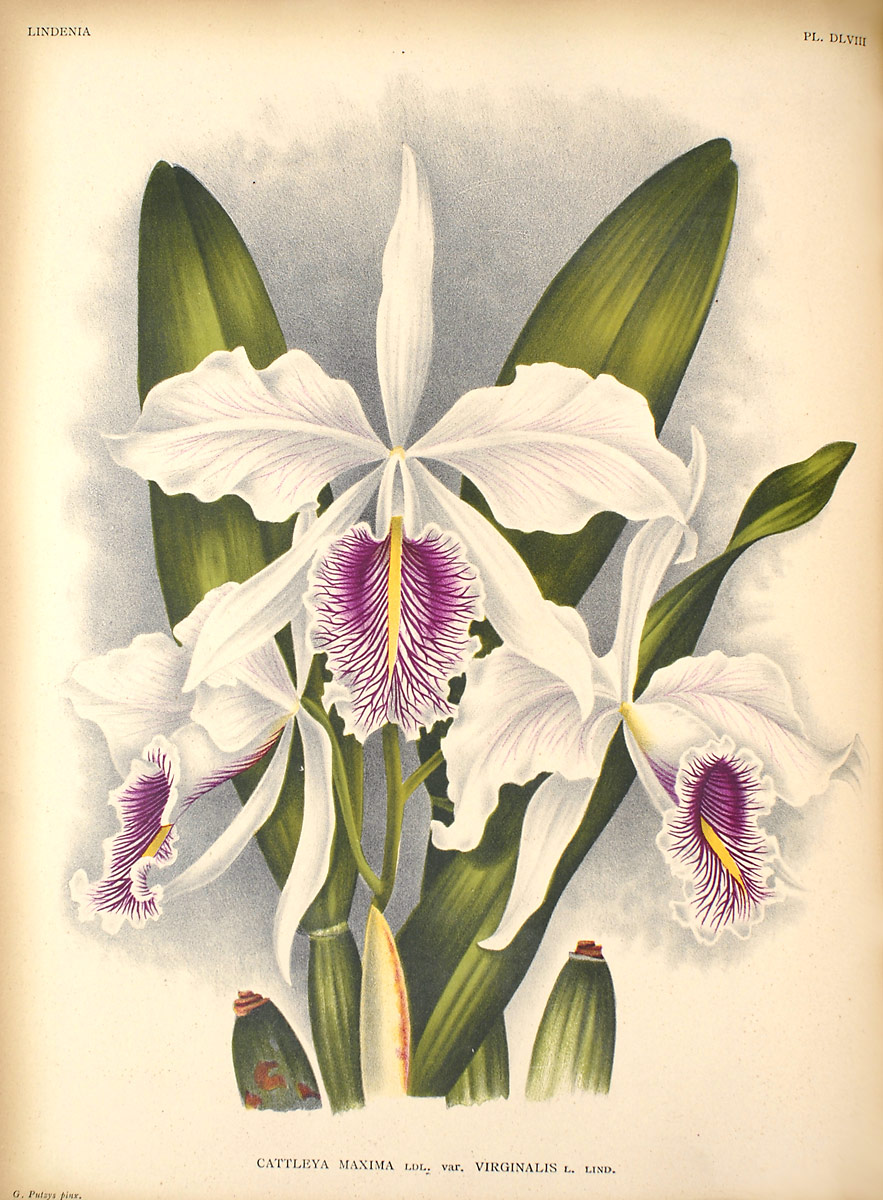
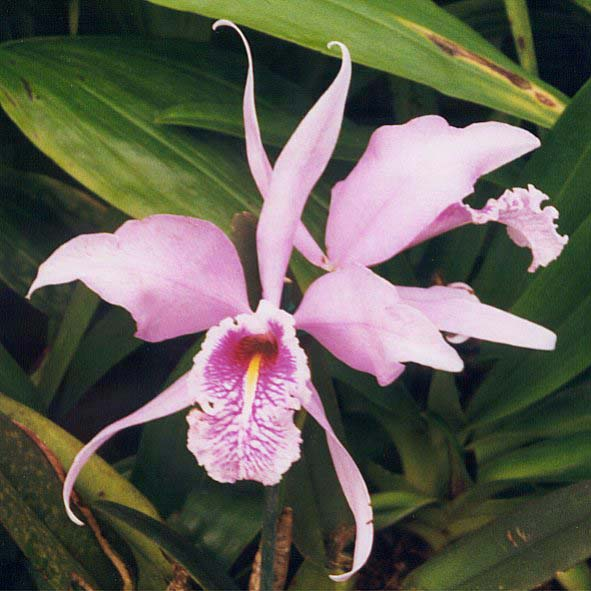